# Gironville
Gironville ist eine französische Gemeinde im Département Seine-et-Marne in der Region Île-de-France. Sie gehört zum Kanton Nemours (bis 2015 Kanton Château-Landon) im Arrondissement Fontainebleau.
Die Bewohner nennen sich Gironvillois oder Gironvilloises.

## Geographie
Die Gemeinde grenzt im Nordwesten an Bromeilles, im Nordosten an Arville, im Südosten an Mondreville, im Süden an Sceaux-du-Gâtinais und im Südwesten an Beaumont-du-Gâtinais. 

## Bevölkerungsentwicklung
| Jahr      | 1962 | 1968 | 1975 | 1982 | 1990 | 1999 | 2008 | 2014 |
| --------- | ---- | ---- | ---- | ---- | ---- | ---- | ---- | ---- |
| Einwohner | 186  | 177  | 152  | 131  | 131  | 172  | 188  | 158  |

## Sehenswürdigkeiten

Kirche Notre-Dame de l’Assomption

- Kirche Notre-Dame de l’Assomption
- Kriegerdenkmal